# Bavtugaj
Bavtugaj (in russo Бавтугай?; in lingua cumucca: Бавтогъай) è un insediamento di tipo urbano della Russia situato nel Daghestan. Fa parte del distretto urbano di Kiziljurt.
L'insediamento è situato sulla riva sinistra del fiume Sulak, 3 km a sud-ovest di Kiziljurt.